# Ngô Ngọc Bình
Ngô Ngọc Bình (sinh 1957) là một Thiếu tướng Quân đội nhân dân Việt Nam. Ông từng giữ chức vụ Phó Tư lệnh Quân khu 7, đại biểu Quốc hội Việt Nam khóa XIII, thuộc đoàn đại biểu Thành phố Hồ Chí Minh.

## Sự nghiệp
– Từ tháng 9 năm 1972 đến tháng 3 năm 1974: Ông là chiến sĩ, Tiểu đội trưởng Trinh sát Huyện đội Châu Đức – Tỉnh Bà Rịa Long Khánh.
– Từ tháng 4 năm 1974 đến tháng 12 năm 1982: Ông là học viên Trường Sĩ quan Lục quân 2, Trung đội trưởng, Đại đội trưởng, Chuẩn úy, Thiếu úy, Trung úy Đại đội 16
Ban chỉ huy huyện Châu Thành, tỉnh Đồng Nai. 
– Ông được kết nạp vào Đảng Cộng sản Việt Nam ngày 25 tháng 5 năm 1979;
– Từ tháng 01 năm 1983 đến tháng 4 năm 1995: Ông là Trợ lý tác chiến, Tham mưu phó, Tham mưu trưởng, Chỉ huy trưởng, Học viên Học viện Lục quân, Thiếu tá, Trung tá Ban chỉ huy quân sự huyện Châu Thành, Thị xã Bà Rịa, tỉnh Bà Rịa – Vũng Tàu;
– Từ tháng 5 năm 1995 đến tháng 10 năm 2003: Ông là Phó Tham mưu trưởng, Phó Chỉ huy trưởng, Học viên Học viện Quốc phòng,Thượng tá, Đại tá Bộ chỉ huy quân sự tỉnh Bà Rịa – Vũng Tàu, Quân khu 7;
– Từ tháng 11 năm 2003 đến tháng 5 năm 2007: Ông là Sư đoàn trưởng, Đại tá Sư đoàn 302, Quân khu 7;
– Từ tháng 6 năm 2007 đến tháng 01 năm 2009: Ông là Chỉ huy trưởng, Đại tá Bộ chỉ huy quân sự tỉnh Bình Phước, Quân khu 7;
Năm 2009, ông được Thủ tướng thăng quân hàm từ Đại tá lên Thiếu tướng.
– Từ tháng 02 năm 2009 đến 9 năm 2017: Ông là Thiếu tướng, Phó Tư lệnh Quân khu 7
– Tháng 10 năm 2017 – nay ông nghỉ chờ hưu.

## Lịch sử thụ phong quân hàm
| Năm thụ phong | 1981                                         | 1983                                                | 1986                                      | 1990                                    | 1994                                                 | 1998                                      | 2002                                             | 2–2009                                          |
| ------------- | -------------------------------------------- | --------------------------------------------------- | ----------------------------------------- | --------------------------------------- | ---------------------------------------------------- | ----------------------------------------- | ------------------------------------------------ | ----------------------------------------------- |
| Quân hàm      | Tập tin:Vietnam People's Army Lieutenant.jpg | Tập tin:Vietnam People's Army Senior Lieutenant.jpg | Tập tin:Vietnam People's Army Captain.jpg | Tập tin:Vietnam People's Army Major.jpg | Tập tin:Vietnam People's Army Lieutenant Colonel.jpg | Tập tin:Vietnam People's Army Colonel.jpg | Tập tin:Vietnam People's Army Senior Colonel.jpg | Tập tin:Vietnam People's Army Major General.jpg |
| Cấp bậc       | Trung úy                                     | Thượng úy                                           | Đại úy                                    | Thiếu tá                                | Trung tá                                             | Thượng tá                                 | Đại tá                                           | Thiếu tướng                                     |